# 克道利
克道利（Khatauli），是印度北方邦穆扎法爾訥格爾縣的一个城镇。总人口58497（2001年）。

## 人口
该地2001年总人口58497人，其中男性30601人，女性27896人；0—6岁人口9641人，其中男5145人，女4496人；识字率59.66%，其中男性为65.76%，女性为52.96%。